# Megàrida
La Megàrida (grec antic: Μεγαρίς) fou el territori de la polis de Mègara. Es tracta d'un petit territori de l'antiga Grècia que ocupava una bona part de l'istme de Corint, entre les muntanyes del Citeró i Acrocorint. Cap al nord el territori era separat de Beòcia pel Citeró, i cap a l'est i el nord-est per la cadena muntanyosa de les Cèrates que la separaven de l'Àtica, amb el límit al riu Iapis.
Era un país muntanyós, amb una sola plana, on se situava la ciutat de Mègara, coneguda com la Plana Blanca (grec antic: Λευκὸν πεδίον). Mègara era la sola població important; tenia un port, Nisea, al sud de la ciutat. Altres localitats dependents eren Egòstena i Peges, al golf de Corint, i Tripodisc, a l'oest; al nord-oest, a la Serralada Geranea, hi havia una fortalesa que rebia aquest mateix nom. Altres localitats del territori, de situació desconeguda, foren Falicont, Policne, Fibalis i Rus (grec antic: Ῥοῦς).